# Comamonas aquatilis
Comamonas aquatilis es una especie de bacteria gramnegativa del género Comamonas. Fue descrita en el año 2018. Su etimología hace referencia a habitante del agua. Es aerobia e inmóvil. Tiene un tamaño de 1 μm de ancho por 2 μm de largo. Catalasa y oxidasa positivas. Temperatura de crecimiento entre 15-30 °C. Crece bien en agar NA, TSA y R2A pero no en MacConkey. Forma colonias lisas, beige, circulares y translúcidas. Se ha aislado de un estanque en Alemania y del tricládido Schmidtea mediterranea.